# Orthetrum stemmale
Orthetrum stemmale – gatunek ważki z rodziny ważkowatych (Libellulidae). Występuje w Afryce Subsaharyjskiej – od Senegalu na wschód do Somalii i na południe po RPA, także na Madagaskarze.
W RPA imago lata od grudnia do końca maja. Długość ciała 47–49 mm. Długość tylnego skrzydła 35–36 mm.